# 佐々木英忠
佐々木 英忠（ささき ひでただ、1941年 - ）は、日本の医学者。仙台富沢病院院長。秋田看護福祉大学初代学長。東北大学名誉教授。医学博士。

## 人物
秋田県北秋田市出身。2004年12月31日付で、定年退職まで3カ月を前に東北大学を退職し、翌年1月23日に秋田桂城短期大学の学長に就任。これは、2005年4月開学の秋田看護福祉大学の学長就任含みと同大学の開学準備に伴うものであった。
2005年4月、秋田看護福祉大学開学と同時に、同大の学長と看護福祉学部看護学科教授に就任。2009年4月、前月で退職した教員に代わり、看護福祉学部長を併任。2010年3月、任期満了を理由に、同大の学長・学部長・教授職を退職した。1997年持田記念学術賞受賞。

## 略歴
- 1966年3月 - 東北大学医学部医学科卒業
- 1967年3月 - 同大医学部第一内科入局
- 1971年3月 - 同大学院医学研究科第一内科講座修了
- 1976年9月 - 文部省在外研究員としてハーバード大学（米国）留学
- 1981年9月 - 東北大学医学部第一内科講師
- 1987年11月 - 同医学部老人科教授
- 1999年4月 - 同大学院医学系研究科老年・呼吸器内科学講座教授
- 2001年4月 - 東北大学医学部附属病院副院長
- 2005年
  - 1月 - 秋田桂城短期大学学長
  - 4月 - 秋田看護福祉大学学長・同看護福祉学部看護学科教授
- 2009年4月 - 同学長・同看護福祉学部長・同看護福祉学部看護学科教授
- 2010年3月 - 同大学長および教授を退職。
- 2010年4月 - 仙台富沢病院顧問。
- 時期不明 - 仙台富沢病院院長（現職）。

## 所属団体
- 日本呼吸器学会 名誉会員[1]
- 日本口腔ケア学会 相談役[2]